# Mikhail Kolyada
Pour les articles homonymes, voir Koliada.
Mikhail Sergeyevitch Kolyada (en russe : Михаил Сергеевич Коляда, né le 18 février 1995 à Saint-Petersbourg, est un patineur russe.

## Biographie

### Carrière sportive
En août 2014, il se fracture la cheville droite, ce qui l'éloigne des patinoires pour plusieurs mois.
Il est quatrième des Championnats du monde 2016.
En 2017 et en 2018, il est médaillé de bronze aux Championnats d'Europe.
Il remporte aux Jeux olympiques de Pyeongchang la médaille d'argent sous la bannière Athlètes olympiques de Russie.

## Palmarès
| Compétition | 2013    | 2014    | 2015    | 2016    | 2017    | 2018    | 2019    | 2020    | 2021    | 2022    | 2023    |  |  |  |  |
| Jeux olympiques d'hiver |         |         |         |         |         | 2e      |         |         |         | F       |         |  |  |  |  |
| Championnats du monde |         |         |         | 4e      | 8e      | 3e      | 6e      | CA      | 5e      | CI      | CI      |  |  |  |  |
| Championnats d’Europe |         |         |         | 5e      | 3e      | 3e      | 5e      |         | CA      | F       | CI      |  |  |  |  |
| Championnats de Russie | 7e      | A       | F       | 2e      | 1er     | 1er     | 2e      | F       | 1er     | 2e      | F       |  |  |  |  |
| Championnats du monde juniors | 6e      |         |         |         |         |         |         |         | CA      | CI      | CI      |  |  |  |  |
| |         |         |         |         |         |         |         |         |         |         |         |  |  |  |  |
| Grand Prix ISU | 2012/13 | 2013/14 | 2014/15 | 2015/16 | 2016/17 | 2017/18 | 2018/19 | 2019/20 | 2020/21 | 2021/22 | 2022/23 |  |  |  |  |
| Finale du Grand Prix |         |         |         |         |         | 3e      |         |         | CA      | CA      | CI      |  |  |  |  |
| Skate Canada |         |         |         |         |         |         |         | F       | CA      |         | CI      |  |  |  |  |
| Coupe de Chine |         |         |         |         |         | 1er     | 4e      |         |         | 2e      | CI      |  |  |  |  |
| Coupe de Russie |         |         | F       | 5e      | 4e      | 3e      | 4e      |         | 1er     | 2e      | CI      |  |  |  |  |
| Trophée NHK |         |         |         |         | 5e      |         |         | F       |         |         | CI      |  |  |  |  |
| Légende : F= Forfait ; A = Abandon ; CA = Compétitions annulées à cause de la pandémie de Covid-19 ; CI = Compétitions interdites aux athlètes russes |         |         |         |         |         |         |         |         |         |         |         |  |  |  |  |

## Programmes
| Saison    | Programme court | Programme libre | Exhibition                                                                                                  |
| --------- | --- | --- | --- |
| 2020-2021 | Let's Get Loud par The Baseballs chorégraphie par Tatiana Prokofiev | The White Crow par Ilan Eshkeri chorégraphie par Ilia Averboukh                                                                                 | Une vie d'amour par Charles Aznavour                                                                        |
| 2019-2020 | Diga Diga Doo (de Blackbirds of 1928) par Jimmy McHugh performance par Big Bad Voodoo Daddy chorégraphie par Olga Zotova Wind of Change par Scorpions chorégraphie par Olga Zotova | Charlie Chaplin medley par Charlie Chaplin chorégraphie par Olga Zotova - Les Lumières de la ville - Le Kid - Les Temps modernes                | Wind of Change par Scorpions chorégraphie par Olga Zotova                                                   |
| 2018-2019 | I Belong to You (+Mon cœur s'ouvre à ta voix) par Muse chorégraphie par Stéphane Lambiel                                                                                           | - Adagio from Carmen Suite par Georges Bizet, Rodion Shchedrin - Habanera from Carmen Suite No. 2 par Georges Bizet chorégraphie par Olga Zotov | Nothing Else Matters par Metallica                                                                          |
| 2017-2018 | - Concerto pour piano nº 23 en la majeur par Wolfgang Amadeus Mozart - Tango | - Steamroller Blues - Can't Help Falling in Love - Rip It Up par Elvis Presley                                                                  | - Nothing Else Matters par Metallica - Baba Yaga (de Pictures at an Exhibition) par Modest Mussorgsky       |
| 2016-2017 | - Nightingale Tango par Yuri Bogoslovski - John Gray foxtrot par Matveï Blanter | - Le rêve de la fiancée (du La fiancée aux yeux de bois) par Jean-Marc Zelwer - À la lune (du Cirque du Soleil's La Nouba)                      | - Baba Yaga (dePictures at an Exhibition) par Modest Mussorgsky - Hallelujah performance par Axel Rudi Pell |
| 2015-2016 | - Nightingale Tango - John Gray foxtrot par Matveï Blanter | L'Étrange Noël de Monsieur Jack par Danny Elfman                                                                                                | - Fever performance par Elvis Presley                                                                       |
| 2014-2015 | - Fever performance par Elvis Presley - A Tap Dancer's Dilemma par Diablo Swing Orchestra                                                                                          | L'Étrange Noël de Monsieur Jack par Danny Elfman                                                                                                | |
| 2013-2014 | The Mask par Randy Edelman | Tango Invierno Porteno par Astor Piazzolla | |
| 2012-2013 | The Mask par Randy Edelman | Pearl Harbor par Hans Zimmer | |